# Győri László (költő)
Győri László (Orosháza, 1942. január 29. –) magyar költő, könyvtáros. A Kilencek költőcsoport tagja.

## Életpályája
Szülei: Győri Pál és Győri Dani Julianna. Középiskolai tanulmányait a hódmezővásárhelyi Bethlen Gábor Gimnáziumban, valamint az orosházi Táncsics Mihály Gimnáziumban végezte el. 1960-1966 között az Eötvös Loránd Tudományegyetem Bölcsészettudományi Karának magyar-könyvtár szakos hallgatója volt. 1964 óta publikál. 1964-1965 között a Tiszta szívvel című egyetemi folyóirat rovatvezetője volt. 1966-1972 között Salgótarjánban, Kaposvárott, 1972-1980 között Tatabányán, 1980-1981 között a Fővárosi Szabó Ervin Könyvtárban volt könyvtáros. 1974-1980 között a tatabányai Új Forrás szerkesztőbizottsági tagja volt. 1981 óta a Központi Sajtószolgálatnál újságíró. 1994 óta az 56-os Intézet könyvtárosa.

## Művei
- Ez a vers eladó (versek, 1968)

A Szép versek sorozatban megjelent portréja, Vahl Ottó felvétele

- Elérhetetlen föld (versantológia résztvevője, 1969)
- Verselemzések bibliográfiája (1977)
- Tekintet (versek, 1980)
- Nomád katona. Magyar írók elbeszélései cigányokról (válogatás és szerkesztés, 1980)
- Laposkúszás (versek, 1984)
- Szépen magyarul, szépen emberül. Nyelvművelési cikkek gyűjteménye (válogatás, 1986)
- A legfényesebb csillag. Fiatal győri költők antológiája (válogatás, összeállítás, 1989)
- Skandalum (versek, 1995)
- Kutyafoci (gyermekversek, 1996)
- Bizonyos értelemben (versek, 2002)
- A kései Éden (elbeszélések, 2005)
- Piros a vér a pesti utcán. Az 1956-os forradalom versei és gúnyiratai (gyűjtés, összeállítás, 2006)
- A rabbiánus kecsketartó (elbeszélések, 2009)
- A szó árnyéka (versek, 2010)
- A rabbiánus kecsketartó. Elbeszélések; Fapadoskonyv.hu, Bp., 2011
- A tisztaság akarása; Napkút, Bp., 2012
- Fordított pohár; Napkút, Bp., 2016
- A káder. Regény; Orpheusz, Bp., 2019
- Éjszakai híd; Kalota Művészeti Alapítvány–Napkút, Bp., 2020
- A kis ebihal. Egy újszülött nagyapa meg egy újszülött unoka feljegyzései; Napkút, Bp., 2021
- Aki ha voltam. Egybegyűjtött versek; Magyar Napló–Fokusz Egyesület, Bp., 2022
- Láncra vert eső; Kalota Művészeti Alapítvány–Napkút, Bp., 2024

## Díjai
- Kaposvár művészeti díja (1971)
- Móricz Zsigmond-ösztöndíj (1975)
- Radnóti-díj (1977)
- Komárom megye művészeti díja (1981)
- SZOT-díj (1985)
- József Attila-díj (1992)
- Szépíró-díj (2010)